# Alma pirata
Alma Pirata foi uma telenovela argentina produzida por Cris Morena Group e RGB Entertainment e exibida pela Telefe entre 20 de março a 16 de novembro de 2006.
Idealizada por Cris Morena, a trama foi desenvolvida por Gabriela Fiore, Leandro Calderone e Renato D'Angelo.
Foi protagonizada por Mariano Martínez, Luisana Lopilato, Nicolás Vázquez, Benjamín Rojas, Elsa Pinilla, Fabián Mazzei e Isabel Macedo e antagonizada por Nacho Gadano, Jorge Nolasco e Peto Menahem.

## Sinopse
Os pais dos garotos, que pertencem à liga das espadas, uma antiga confraria que procura a salvação do mundo, são assassinados por Gino Riganti. Anos depois, os garotos (maneira que na história, são popularmente descritos) recebem uma carta informando-lhes que devem seguir as pistas para chegar a "Alma", que é a única salvação para prevenir a terceira guerra mundial.
Mas tudo não é tão fácil como parece. como está na Liga, também esta a anti-Liga, que é "El Curato de la Cruz", e esta está formada por um grupo de pessoas, um mestre ou chefe, que é um escolhido e possui poderes, neste caso é Pablo. Ele simula uma briga com o pai de Allegra, Gino (um integrante do curato), para se aproximar mais dos garotos e impedir que cheguem a Alma. Depois de meses de trabalhar no duro, conseguem uma máquina e uma esmeralda, a qual não é a que eles procuram, mas sim serve para chegar a Alma.
A máquina é roubada pelo Curato que tem o livro para ativá-la, mas depois é recuperada e o livro se queima. Os membros do "Curato de la Cruz", a antiliga, oferecem dinheiro por ela, mas os garotos não cedem. Depois se dão conta de que alma é uma pessoa, mas não sabem quem. Sua "tia" Charly trata de encontrar o livro em seus antepassados, mas não pode conseguí-lo.
O mestre (Pablo) trama uma armadilha, atrapando a todos os membros da liga exceto a Cruz, quem com a ajuda de Natasha consegue salvar a seus amigos. Gino realiza uma manobra na contramão do plano do curato pelo que é apressado. Mas se solta, deixa Pablo enfurecido que acaba terminando com a vida do malvado Gino, já que não obedeceu suas ordens e fez fracassar o plano. Num casamento (o de Iván e Candelaria), os garotos encontram um poço antigo que serve como guia a Alma e ativam a máquina. Chegam a um lugar onde os esperam seus pais. Ali, abre-se um portal que os leva "A Alma", e descobrem uma coisa: Alma é a filha de Andrés e Allegra. Nessa viagem no tempo também descobrem que Iván e Candelaria terão um filho (Krishna).
A guiadora da liga, Natasha, é assassinada por Pablo, depois de ajudar-lhe a montar a máquina, mas os garotos já sabem quem é Alma e sua única missão é protegê-la. Pablo fica sabendo que Alma é a filha de Allegra e Andrés e rouba as análises da gravidez de Allegra para confirmar e ao saber que é verdade, rapta a Allegra pensando ficar com ela, até que nasça o bebê.
No meio de tudo isto, Pablo assalta a casa de Carlota com um "exército" seu. Enquanto todos se escondem na guarita, eles capturam Cruz e Pablo o interroga numa espécie de Roleta Russa. Pablo carrega uma arma de seis balas com apenas uma bala, e por cada pergunta errada atiraria do gatilho. Willow (amigo da Liga) escondido, os escuta enquanto conversam, onde Pablo menciona que não tem medo por causa de ter seu poder, está equivocado por que, o poder dele está em seus olhos. Então o venda, e começa o jogo. Ele pergunta "Qual é o nome do quarto Ginete do Apocalipse?" e depois de hesitar um momento, responde corretamente "Morte". Então Pablo continua a perguntar: "Qual é o nome da última batalha segundo a mitologia nórdica?", Cruz se apressa a responder "Ragnarok" corretamente. Por fim, falha ao responder que nos antigos escritos, o número da besta é "666", quando a resposta era "616". Então Willow conta a situação à liga, que ajuda a resgatá-lo. Depois lutam no teto do cinema DUMAS com Pablo, que morre eletrocutado.
Neste ponto, a história se salta alguns anos e mostra como continuam suas vidas, com Pablo procurando, e eles se mudando para diferentes lugares e mudando seus nomes também. Além disso, é revelado que Allegra teria gêmeos. Desta forma a Liga cumpre sua missão e podem viver, Allegra e Andrés, com Alma e seus gêmeos por nascer. Iván e Candela com seu filho Krishna. Cruz e Marilyn com seu filho Lorenzo no sul da Argentina calmos. E na Itália também se encontram Charly, Bernardita (irmã de Andrés) e Francisco com sua filha adotiva: Camila.
No entanto, Clara e Félix (filho dela com Pablo) parecem ter acertado um laço com o Mestre ainda que ele já tenha morrido.

## Elenco
- Luisana Lopilato como Allegra Riganti
- Mariano Martínez como Benicio DeMarco
- Benjamín Rojas como Cruz Navarro
- Fabián Mazzei como Ivan Ferrer
- Nicolás Vázquez como Andres DeMarco
- Elsa Pinilla como Maria Lidia 'Marylin' Castellano/Riganti
- Tomás Ross como Andres
- Florencia Cagnasso como Camila
- Sandra Ballesteros como Ana
- Julia Calvo como Carlota 'Charly' Troglio
- Agustina Córdova como Candelaria Navarro
- Bernabé Fernández como Iñaki Castellano
- Ignacio Gadano como Gino Riganti
- Agustín Sierra como Ramiro
- Tulia Gallo
- Isabel Macedo como Clara Troglio/Riganti

## Prêmios
Prêmio Martín Fierro 2006
- Vencedor de melhor Telecomedia juvenil